# Гусманов, Денис Мидехатович
Денис Мидехатович Гусманов (род. 14 ноября 1979, Сургут, Тюменская область) — российский хоккеист, нападающий, тренер.

## Биография
Младший брат хоккеиста Равиля Гусманова. Родился в Сургуте, где встал на коньки под руководством отца. С 1983 года Равиль стал обучаться в «Тракторе», через два года в Челябинск переехала вся семья. Денис начал заниматься в школе «Трактора» с детьми на год старше, первый тренер Владимир Угрюмов.
Играл за команды «Динамо-2» Москва (1997/98), ХК ЦСКА (1997/98 — 1998/99), «Мечел» и «Мечел-2» (Челябинск, 1999/2000, 2002/03, 2004/05, 2006/07), «Металлург» и «Металлург-2» (2000/01), «Трактор» (2001/02, 2003/04), «Ак Барс» (2003/04), «Лада» (2003/04), «Барыс» Астана (Казахстан, 2005/06, 2006/07), «Молот-Прикамье» (2005/06), «Южный Урал» (2007/08), «Дизель» и «Дизель-2» (Пенза, 2008/09). Завершил карьеру из-за проблем со здоровьем.
Обладатель Суперкубка Европы-2000/2001.
Играл за сборную России в товарищеских матчах в апреле 2003 года.
Детско-юношеский тренер в командах «Мечел» (2013—2017), сборных России (2017—2021), «Ак Барс» (2018—2020), «Авто-Спартаковец» (Екатеринбург, 2020—2022). Главный тренер команды МХЛ «АКМ-Юниор» Новомосковск (2022/23).
Сын Дмитрий (род. 1998) в 2000-х годах играл в командах НМХЛ и ВХЛ, затем — тренер.